# Kékélé
Kékélé ist eine Band, deren Mitglieder vorwiegend aus dem Kongo stammen und nun in Paris wohnen. "Kékélé" bedeutet Liane auf Lingala. Ihr Stil ist hauptsächlich Soukous oder kongolesische Rumba.
Die Gruppe wurde 2001 gegründet und besteht aus etwa 11 Musikern.

## Sänger
- Syram Mbenza
- Bumba Massa
- Loko Massengo
- Wuta Mayi

## Diskografie
- 2001: Rumba Congo
- 2006: Kinavana
- 2006: Congo Life
- Kékélé Live